# Château de Soubrey
Le château de Soubrey est un édifice situé à Salettes, en France.

## Localisation
Le château est situé sur le territoire de la commune de Salettes, dans le département  de la Haute-Loire, en région Auvergne-Rhône-Alpes.

## Description
Le château est constitué de deux corps de logis parallèles reliés par une courtine qui délimite une cour intérieure. Chaque corps de logis est flanqué d'une grosse tour sur son angle est. Sur l'angle nord-ouest a été ajouté ultérieurement un autre corps de bâtiment approximativement carré. Au rez-de-chaussée de la tour nord-est est aménagée une chapelle voûtée d'ogive avec clef de voûte.

## Historique
Vestiges féodaux des XIVe et XVe siècles. À la Révolution, le château est vendu en l'an III. Le général Colomb veut en faire une base pour lutter contre les contre-révolutionnaires très actifs dans la région, mais l'édifice est tellement délabré que le commandant de la garnison doit demander le retrait des troupes. Au XIXe siècle, la dégradation se poursuit et le château, partiellement reconstruit, sert d'exploitation agricole.
Le château est inscrit au titre des monuments historiques par arrêté du 21 juin 1994.

## Galerie

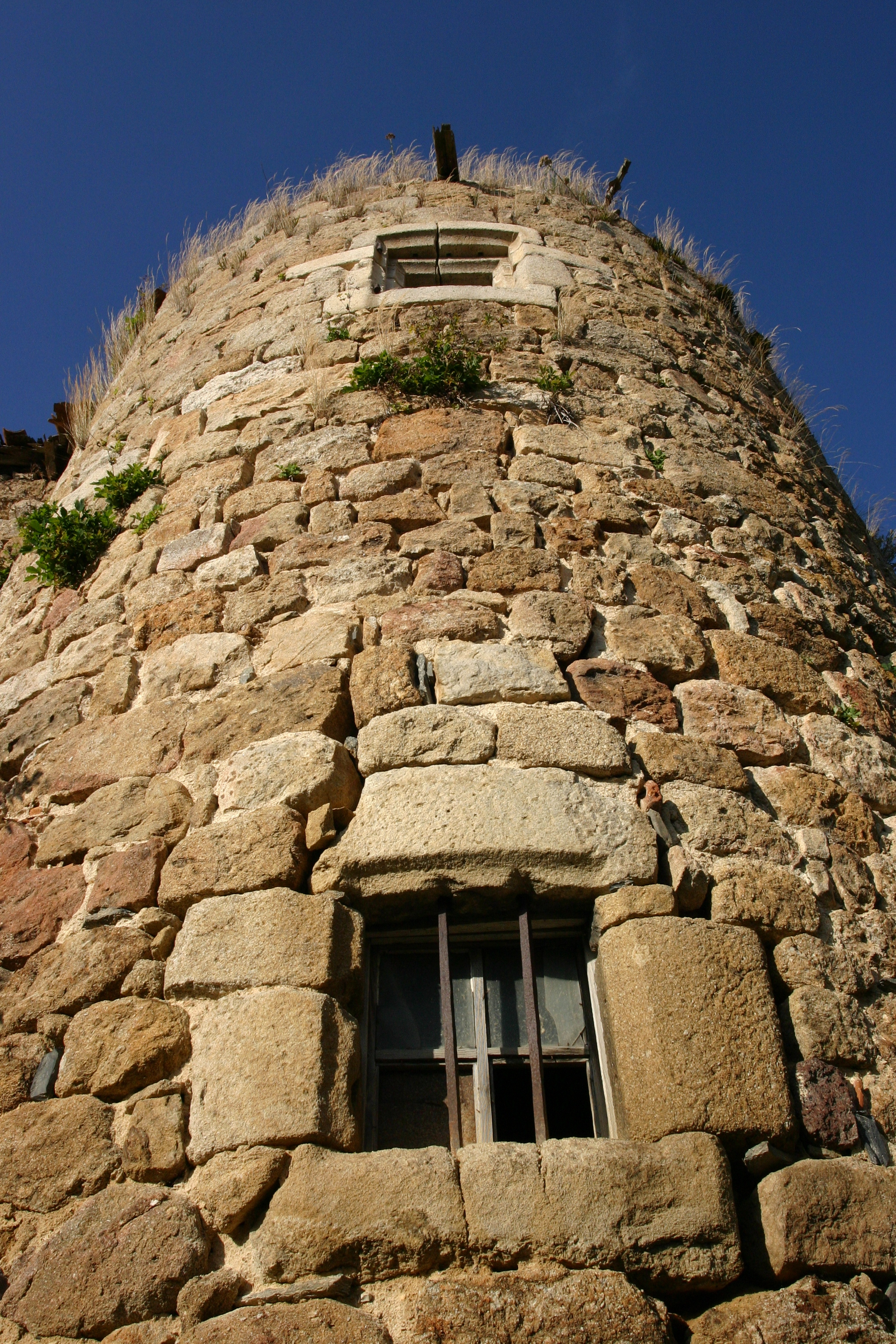